# Villagrazia-Falsomiele
Villagrazia-Falsomiele è il tredicesimo quartiere di Palermo, compreso nella III Circoscrizione. 

## Geografia fisica
Con i suoi 1821 ettari è in assoluto il quartiere più esteso della città. Confina con i comuni di Monreale, Altofonte e Belmonte Mezzagno, essendo la sua area racchiusa tra i monti Orecchiuta, Sferovecchio e Cracchiolo, all'estremità meridionale di Palermo. 

## Origine del nome
Il nome della borgata di Villagrazia nasce dal convento quattrocentesco della Grazia, cui attorno sorse e si ampliò nei secoli un villaggio agricolo. 
Il nome della moderna borgata di Falsomiele è riconducibile al siciliano fausu meli, italianizzato in 'falso miele', nome con cui si identificava in dialetto il prelibato zucchero prodotto dalle piantagioni di canna che il territorio ospitava in abbondanza, il cui gusto era di una squisitezza prossima al miele, ma da questo diverso.
Una teoria fantasiosa recente suggerisce che il suo nome derivi dal termine esotico arabo Fashel-emir, letteralmente 'terreno dell'emiro', poiché - pur senza nessuna prova storiografica, e in contrasto con la natura agreste dell’area - in queste contrade i “re arabi” si dilettavano in agiate residenze.

## Storia
Il nucleo abitativo più antico del quartiere è la borgata di Villagrazia, le cui origini risalgono intorno al XV-XVI secolo. Intorno al XIII secolo già nell'area erano presenti famiglie agricole.
In epoca moderna, la profonda trasformazione a cui è stata sottoposta Palermo durante la grande espansione edilizia del boom economico italiano ha interessato inevitabilmente anche l'area di Villagrazia-Falsomiele, in cui sono sorti numerosi nuclei di case popolari per ospitare le classi sociali più umili della città. Gli agglomerati di edilizia residenziale pubblica si sono concentrati in maggior misura nei pressi delle borgate di Bonagia e Borgo Ulivia, mentre le zone di Villagrazia, Santa Maria di Gesù e Chiavelli hanno mantenuto buona parte della tipologia costruttiva dei classici centri rurali, ereditata dall'originale destinazione agricola.

## Geografia antropica
Le aree di Villagrazia, Chiavelli e Santa Maria di Gesù hanno mantenuto fino ai giorni nostri i caratteri tipici delle borgate tradizionali o dei piccoli paesi di provincia, con un'edilizia composta prevalentemente da monocostruzioni a una o due elevazioni, sebbene siano presenti alcuni insediamenti condominiali sorti a partire dagli anni Settanta e numerose ville sparse per la zona di campagna. L'area di Falsomiele, a ridosso della Valle dell'Oreto, è stata trasformata in misura maggiore con l'inserimento di strutture edilizie di tipo lineare, dotati di lunghe file di impianti commerciali al pian terreno. In prossimità del rione di Bonagia e di Borgo Ulivia si concentrano nuclei di case popolari costruiti da enti diversi, tra cui l'IACP e il fondo Gescal, a cui si sono aggiunti numerosi condomini privati di grandi dimensioni. 

## Infrastrutture e trasporti

### Strade
La circonvallazione di Palermo (nota anche come Viale della Regione Siciliana) rappresenta un'infrastruttura di fondamentale importanza per il quartiere, permettendone il collegamento con il resto della città e con l'autostrada Palermo-Catania. 

### Mobilità urbana
L'abitato è servito dalla linea ferroviaria A e dalle linee autobus urbane 234, 241 e 243, gestite dall'azienda AMAT. 